# یون جه کیون
یون جه کیون (کره‌ای: 윤제균؛ زادهٔ ۱۴ مه ۱۹۶۹) کارگردان فیلم، تهیه‌کننده و فیلم‌نامه‌نویس اهل کره جنوبی است که به دلیل کارگردانی فیلم موج جزر و مد (۲۰۰۹) شناخته شد.

## فیلم‌شناسی
منتخب فیلم‌شناسی
- موج جزر و مد، نام دیگر: هه‌اون‌ده
- مخفی (فیلم ۲۰۰۹)
- هارمونی (فیلم)
- ملکه رقصان (فیلم ۲۰۱۲)
- قصیده‌ای برای پدرم
- مأموریت محرمانه